# Szvetoszláv Szuronja
Szvetoszláv Szuronja (? – 1000) a középkori Horvát Királyság uralkodója 996/997-tól 1000-ig. A Szvetoszláv-ház alapítójának tekintik, amely később Szlavónia fölött uralkodott. Stjepan Držislav legidősebb fia, Gojszláv és Kresimir testvére. Rövid ideig, csupán három évig uralkodott, ami idő alatt folyton trónja megőrzéséért harcolt.
A „Szuronja” (sötét, hideg) ragadványnevet valószínűleg külseje miatt kapta, de lehetséges, hogy hűvös természete miatt is.

## Uralkodása
Apja még uralkodása alatt tette vajdává és trónörökössé. A régi szláv szokások szerint az országot testvéreivel kellett volna megosztania. Apja halála után Szvetoszláv magához ragadta a hatalmat, bánnak pedig Gvarda (Varda) ispánt nevezte ki.
Szvetoszláv két öccse összefogott a bolgár cárral, és megfogadták, hogy szövetséget kötnek Bizánc ellen, ha segít nekik megszerezni a trónt. Sámuel 998-ban betört az országba és elfoglalta Bosznia nagyobb részét, valamint Dalmácia tengermellékét a városok kivételével. Ezeket a területeket átadta Kresimirnek és Gojszlávnak.
A polgárháborút a velenceiek is kihasználták, és 1000 körül II. Orseolo Péter elfoglalta Zára, Spalato, Trau városokat, sőt a fővárost, Biogradot is, valamint Krk, Osor, Rab, Korčula és Lastovo szigetet.
Trauban, miután velencei hatalom alá került, II. Orseolo Péter és Kresimir találkozóján megegyeztek, hogy Kresimir fia, István elveszi a dózse lányát, Orseolo Joscellót, illetve, hogy kiadják Szvetoszlávot, aki családjával Velencébe menekült. Szvetoszláv Suronja Magyarországra szökött, ahol nemsokára meghalt.

## A Szvetoszláv-ház
Szvetoszláv utódai Magyarországon éltek tovább. Amikor 1020-ban Kresimir megölte testvérét, Gojszlávot, Szvetoszláv fia, István, a magyar I. István segítségével betört Horvátországba és elfoglalta a Száva-menti területet. Ebből keletkezett Szlavónia, a későbbi bánság. István fia, Dmitar Zvonimir, 1074-ben horvát király lett.